# Slatina nad Úpou
Slatina nad Úpou – miejscowość i gmina (obec) w Czechach, w kraju hradeckim, w powiecie Náchod. W 2022 roku liczyła 311 mieszkańców.
W dokumentach po raz pierwszy jest wieś wspomniana w 1545 roku. Do 1904 roku nazywała się Slatina. W części Boušín znajduje się barokowy Kościół Nawiedzenia NMP z lat 1682–1692.

## Galeria zdjęć

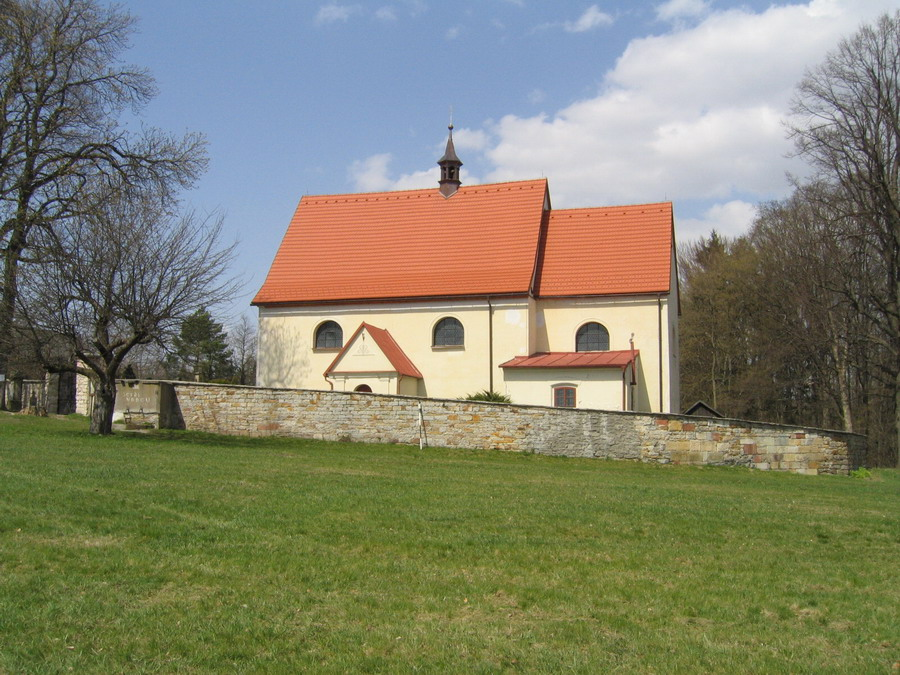
Kościół Nawiedzenia NMP
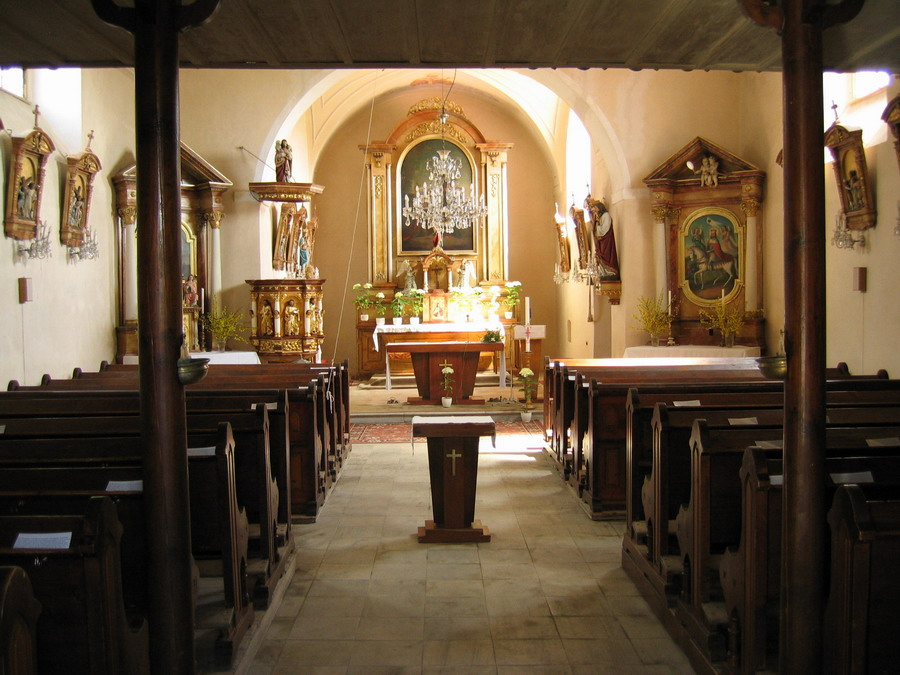
Wnętrze kościoła Nawiedzenia NMP
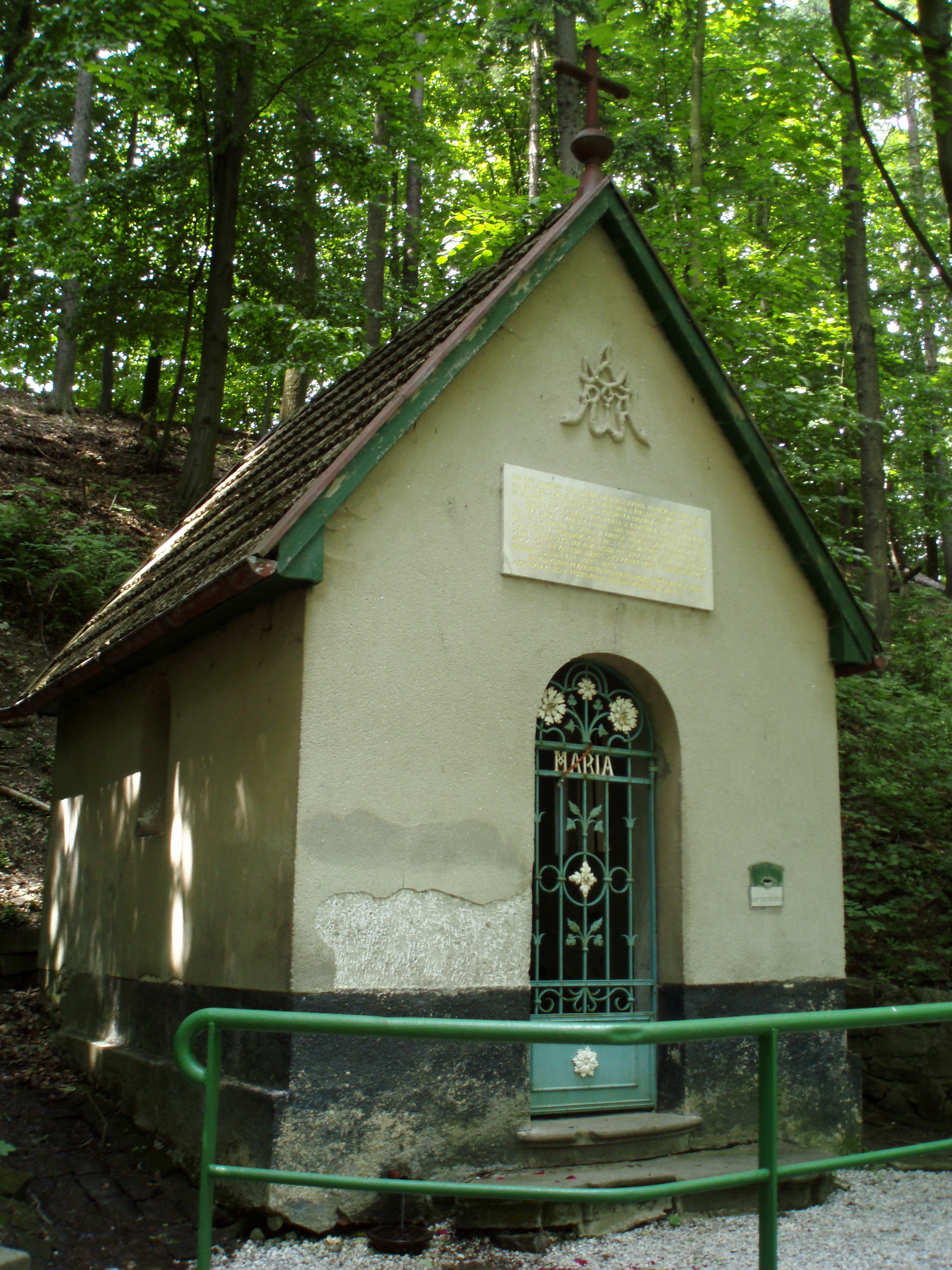
Kapliczka
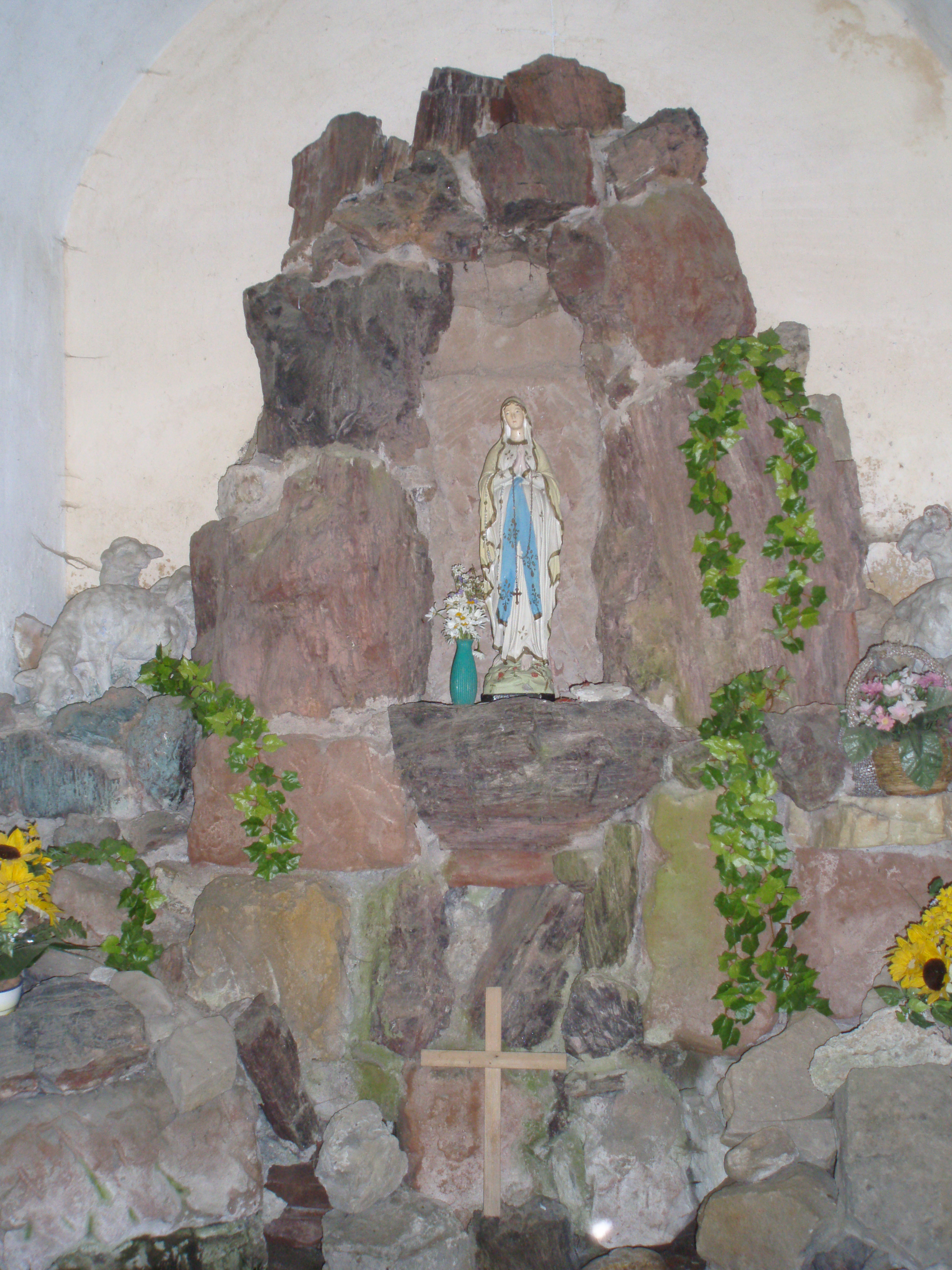
Wnętrze kapliczki